# Kama (flod)
 For alternative betydninger, se Kama. (Se også artikler, som begynder med Kama)
 Der er for få eller ingen kildehenvisninger i denne artikel, hvilket er et problem. Du kan hjælpe ved at angive troværdige kilder til de påstande, som fremføres i artiklen.

Kama er den største biflod til Volga og flyder i hovedsagelig sydlig retning. Den er 1.805 km lang og har et afvandingsområde på 522.000 km².
Kamas kilder ligger cirka 200 km vest for Perm, og floden gør et stort sving mod nord og nordøst og drejer derefter mod syd for at slutte sig til Volga 70 km syd for Kazan. Det nedre løbs bredde er 0,4-1 km, om foråret 20-30 km. Floderne Vjatka og Belaja er Kama-flodens vigtigste bifloder. Kama er en vigtig kommunikationsforbindelse (sejlbar 1.600 km frem til Visjera) og en vigtig kilde for vandkraft.